# 데이비슨 피게레도
데이베종 아우칸타라 피게이레두(Deiveson Figueiredo, 1987년 12월 18일 ~ )는 브라질 출신의 UFC 밴텀급 파이터이자 전 UFC 플라이급 챔피언이다. ‘Deus da Guerra(전쟁의 신)’라는 별명을 지녔으며, 뛰어난 체력과 피니시 능력, 완력으로 ‘무게급 상관없이 지옥을 만드는 파이터’로 불린다.

## 선수 경력
데이비슨 피게레도는 2012년 브라질에서 프로 종합격투기 경력을 시작했다. Jungle Fight 등 지역 단체에서 활동하며 두각을 나타낸 그는 2017년 UFC에 입성했다. 입성 초반부터 강한 피니시 능력을 앞세워 연승 행진을 이어갔고, 2020년 11월 UFC 255에서 Alex Perez를 1라운드 서브미션으로 제압하며 UFC 플라이급 챔피언에 등극했다.
이후 그는 Brandon Moreno와 네 차례에 걸쳐 격돌하는 라이벌전을 펼쳤다. 2020년 12월 UFC 256에서는 무승부를 기록했고, 2021년 6월 UFC 263에서는 서브미션으로 패하며 타이틀을 내주었다. 그러나 2022년 1월 UFC 270에서 판정승을 거두며 다시 챔피언 벨트를 되찾았고, 2023년 1월 UFC 283에서의 4차전에서는 닥터 스톱으로 TKO패를 당하며 타이틀을 잃었다.
이후 그는 밴텀급으로 체급을 올려 활동을 이어갔다. 2023년 12월 UFC on ESPN 52에서 Rob Font를 상대로 체급 전향 후 첫 경기를 승리로 장식했고, 2024년 4월 UFC 300에서는 Cody Garbrandt를 서브미션으로 제압하며 주목을 받았다. 이어서 2024년 8월 UFC on ABC 7에서는 Marlon Vera를 꺾으며 경쟁력을 증명했으나, 같은 해 11월 UFC Macau에서는 Petr Yan에게 판정패했다.
2025년 5월 UFC on ESPN 67에서는 Cory Sandhagen과 격돌해, 경기 중 무릎 부상으로 인해 2라운드 TKO패를 기록했다. 현재 그는 밴텀급 상위권에서 재도약을 노리고 있다.

## 종합격투기 전적
| 결과 | 전적   | 상대           | 방식                          | 대회                   | 날짜       | 장소                   |
| ---- | ------ | -------------- | ----------------------------- | ---------------------- | ---------- | ---------------------- |
| 패   | 24–5–1 | Cory Sandhagen | TKO (knee injury)             | UFC Fight Night        | 2025‑05‑03 | Des Moines, 미국       |
| 패   | 24–4–1 | Petr Yan       | 판정 (전원일치)               | UFC Fight Night: Macau | 2024‑11‑23 | 마카오, 중국           |
| 승   | 24–3–1 | Marlon Vera    | 판정 (전원일치)               | UFC on ABC 7           | 2024‑08‑03 | 아부다비, UAE          |
| 승   | 23–3–1 | Cody Garbrandt | Submission (rear‑naked choke) | UFC 300                | 2024‑04‑13 | 라스베이거스, 미국     |
| 승   | 22–3–1 | Rob Font       | Decision (전원일치)           | UFC on ESPN 52         | 2023‑12‑02 | 오스틴, 미국           |
| 패   | 21–3–1 | Brandon Moreno | TKO (doctor stoppage)         | UFC 283                | 2023‑01‑21 | 리우데자네이루, 브라질 |
| 승   | 21–2–1 | Brandon Moreno | Decision (전원일치)           | UFC 270                | 2022‑01‑22 | 애너하임, 미국         |
| 패   | 20–2–1 | Brandon Moreno | Submission (rear‑naked choke) | UFC 263                | 2021‑06‑12 | 글렌데일, 미국         |
| 무   | 20–1–1 | Brandon Moreno | Draw (majority)               | UFC 256                | 2020‑12‑12 | 라스베이거스, 미국     |
| 승   | 20–1   | Alex Perez     | Submission (guillotine choke) | UFC 255                | 2020‑11‑21 | 라스베이거스, 미국     |

## 타이틀 및 수상
- 전 UFC 플라이급 챔피언 (2회)
- UFC 플라이급 타이틀 첫 방어 (UFC 255)
- UFC 밴텀급에서 Performance of the Night 획득
- UFC Fight of the Night 3회 수상

## 관련 문서
- UFC
- 밴텀급 (MMA)
- 플라이급 (MMA)
- 브랜든 모레노
- 코리 샌드하겐
- 페트르 얀
- 말론 베라